# Homer and Apu
«Homer and Apu» (с англ. — «Гомер и Апу») — тринадцатый эпизод пятого сезона мультсериала «Симпсоны». Премьера эпизода состоялась 10 февраля 1994 года.

## Сюжет
Апу продает в своем магазине «На скорую руку» просроченные продукты, опасные для здоровья. Не зная этого, Гомер покупает их и оказывается на больничной койке с отравлением. Лиза предлагает ему обратиться в общество по защите прав потребителей. В результате Апу лишается работы, а на его место устраивается Джеймс Вудс с целью войти в образ продавца перед съемками фильма.
Чтобы загладить свою вину перед Гомером, Апу поселяется в доме Симпсонов и помогает им по хозяйству, мечтая при этом вернуться в свой магазин. Единственный способ сделать это — съездить в Индию, где находится главное управление сети магазинов «На скорую руку». Гомер отправляется вместе с ним, но всё портит. Апу приходит в свой бывший магазин, когда на него совершается очередной вооружённый налёт. Апу спасает Джеймса Вудса от пули, в итоге возвращается на прежнюю должность.

## Приглашенная звезда
После увольнения Апу руководство магазина «На скорую руку» ищет нового продавца. Им стал Джеймс Вудс, американский киноактер, которому требовалась эта работа, чтобы войти в образ «нервного продавца» — его роли в новом фильме.
Изначально в эпизод планировали пригласить Майкла Кейна, но тот отказался, и роль досталась Джеймсу Вудсу.

## Культурные отсылки
- В начале серии Апу исправляет прошедший срок годности на товаре, то же самое он делает в заставке полнометражки «Симпсоны в кино».
- Сцена, в которой Апу и Гомер путешествуют на ослах, — отсылка к фильму «Лоуренс Аравийский».
- Джеймс Вудс стал продавцом в магазине, чтобы войти в образ для новой роли, подобно Майклу Фоксу в фильме «Напролом».